# Туй-Ходжа
Туй-Ходжа́ (توی خواجه‎) — оглан, правитель Мангышлака.

## Биография
Был женат на Кутан-Кончек (Куй-Кичик) из племени кунграт. Отец хана Золотой Орды Тохтамыша. Троюродный дядя Урус-хана, хана восточной части Золотой Орды. Отказался участвовать в походе Урус-хана на Сарай для захвата верховной власти в Золотой Орде, за что был казнён.

## В культуре
- Туй-Ходжа является одним из персонажей исторических романов Михаила Каратеева «Ярлык великого хана»[1] и «Карач-Мурза»[2].